# Divisões administrativas de terras da Tasmânia

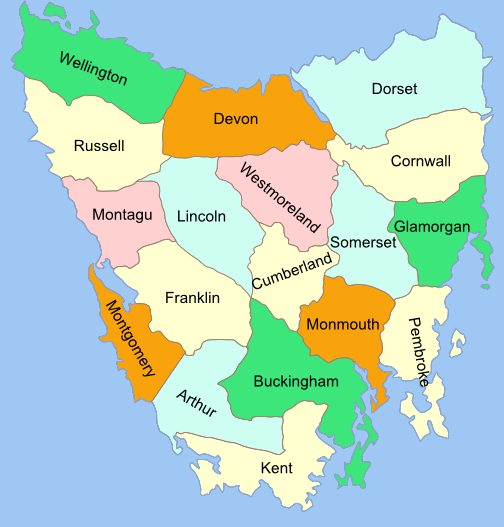
Os 18 distritos da terra (ex-condados) da ilha da Tasmânia

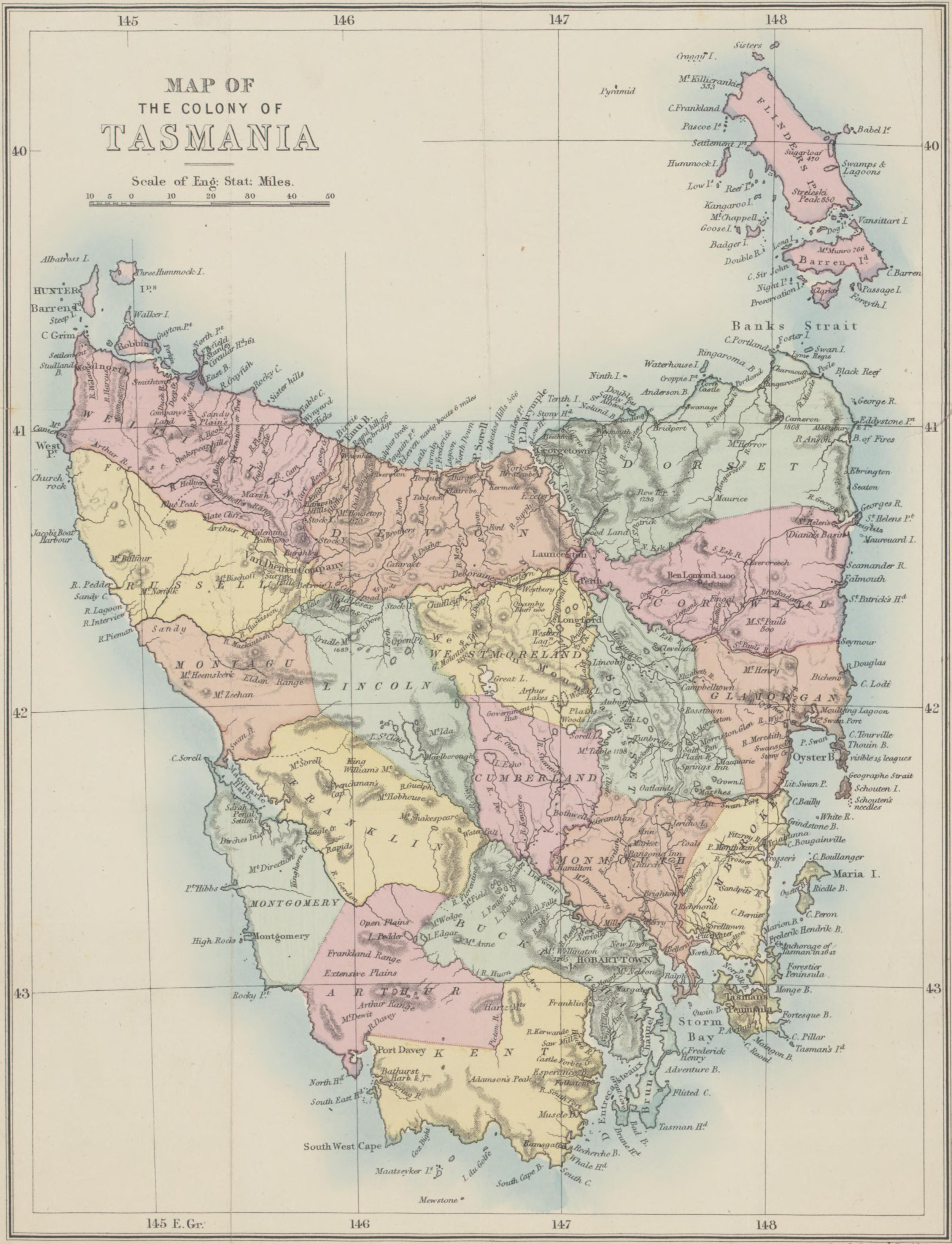
1873 Mapa da Tasmânia, mostrando os 18 condados

As Divisões administrativas de terras da Tasmânia referem-se a divisão da Tasmânia em distritos de terra e paróquias para propósitos Cadastrais, que fazem parte das Divisões administrativas de terras da Austrália. Existem 20 distritos de terra na Tasmânia, embora no início do século XIX existissem vários outros sistemas, com 18 ou 36 condados e outras 9 divisões utilizadas, assim como hundreds. Os distritos de terra incluem os 18 antigos condados da ilha da Tasmânia, que foram renomeados, mas mantêm os mesmos limites, além de Ilha King e Ilha Flinders. Os condados são referenciados no 1911 Britannica, com Hobart descrito como sendo Condado de Buckingham, Launceston no Condado de Cornwall  e Beaconsfield no Condado de Devon. Os distritos da terra são usados para títulos de terra hoje, enquanto as Áreas do governo local de Tasmânia com cidades e municípios são utilizados para fins políticos e administrativos.

## Dois condados
Tasmânia foi inicialmente dividida em dois condados em 24 de setembro de 1804; Buckingham no sul, e Cornwall no norte. Cornwall foi governado por William Paterson, com Buckingham governado por David Collins.

## 20 distritos de terra
Os 18 condados são mostrados na maioria dos mapas da Tasmânia no meio do final do século XIX e início do século XX. Estes condados são subdivididos em paróquias, e use os mesmos nomes e limites que os distritos da terra fazem, que são usados para fins catastrais hoje. Os condados do leste e do centro foram proclamados em 1850, Enquanto os condados ocidentais de Wellington, Russel, Montague, Lincoln, Franklin, Montgomery e Arthur foram proclamados durante a década de 1850.
- Arthur (distrito de terra)
- Buckingham (distrito de terra)
- Cornwall (distrito de terra)
- Cumberland Land District
- Devon (distrito de terra)
- Dorset (distrito de terra)
- Flinders (distrito de terra)
- Franklin (distrito de terra)
- Glamorgan (distrito de terra)
- Kent (distrito de terra)
- King (distrito de terra)
- Lincoln (distrito de terra)
- Monmouth (distrito de terra)
- Montagu (distrito de terra)
- Montgomery (distrito de terra)
- Pembroke (distrito de terra)
- Russell (distrito de terra)
- Somerset (distrito de terra)
- Wellington (distrito de terra da Tasmânia)
- Westmoreland (distrito de terra)

## Outras divisões

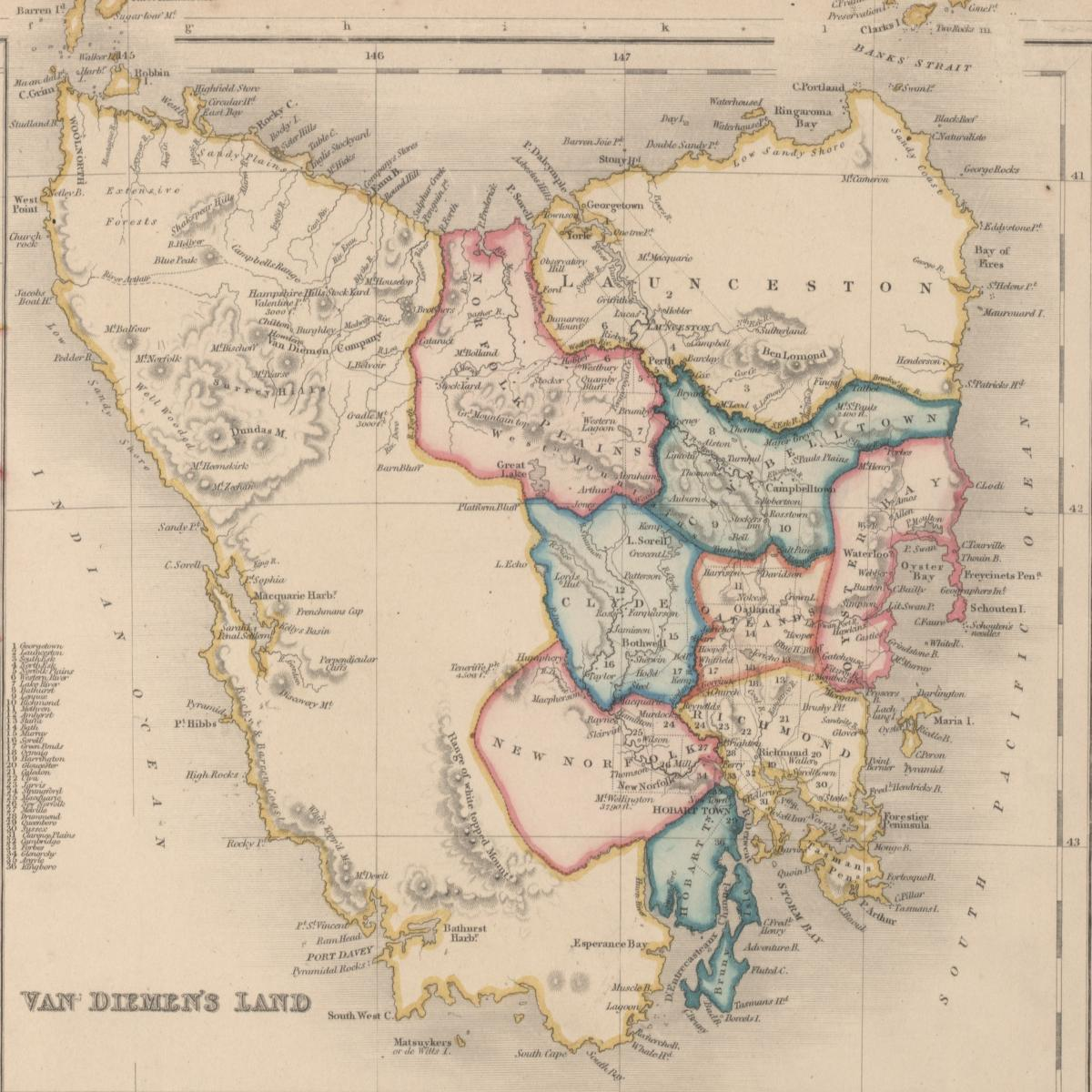
Mapa de 1852 que mostra nove divisões na parte oriental da ilha

Alguns mapas mostram as divisões administrativas que, em 1852, cobriram a parte oriental da ilha, como esta 1831 map e 1852 map. Estes foram os precursores de Áreas de Governo Local e em 1852 estavam Launceston, Norfolk Plains, Campbelltown, Clyde, Oatlands, Oyster Bay, New Norfolk, Richmond e Hobart Town.
Tasmânia também teve hundreds nos primeiros dias da colônia sob Governador  Arthur, com cada 100
-milha quadrada (260 km2) hundred sendo dividido em quatro 25
-milha quadrada (65 km2) paróquias. Uma lista formal de condados, hundreds e paróquias foi publicado no dia 1 de julho de 1836.

## Início dos distritos

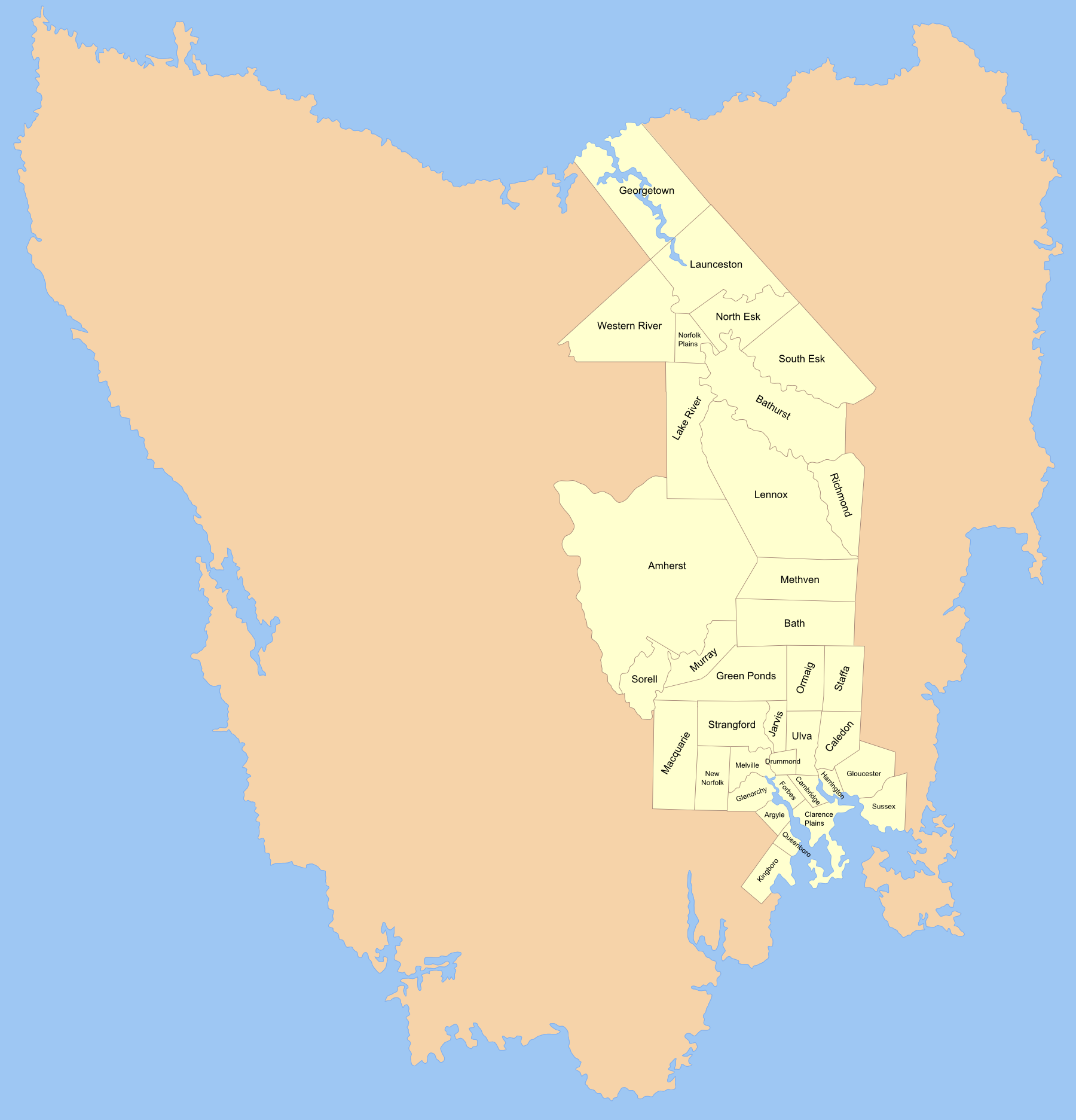
Mapa que mostra os nomes de 36 distritos usados em 1855

Alguns mapas iniciais de terras de Van Diemen mostram 36 divisões, não abrange toda a ilha. Estes foram usados desde a década de 1820. Estes eram conhecidos como distritos e precederam a pesquisa de condados e paróquias. O anúncio em 1822 de um Muster (Censo) menciona 32 distritos ou vilas pelo nome:
Hobart Town, Argyle, Queenborough, Kingborough, Glenorchy, New Norfolk, Sorell, Clarence Plains, York, Cambridge, Ulva, Ormaig, Staffa, Caledon, Gloucester, Sussex, Harrington, Melville, Drummond, Strangford, Jarvis, Forbes, Green Ponds, Bath, Methven, Murray, Amherst, Lennox, Richmond, Norfolk Plains, Bathurst e Launceston.
This 1846 map Mostra os onze condados até agora pesquisados, com paróquias onde existem. J. Archer's 1855 map mostra uma situação semelhante, mas com subdivisões menores mais delimitadas (incluindo paróquias) e os antigos nomes de distrito ilimitados sobrepostos, quando apropriado. As subdivisões dos países incluem:
1. Georgetown
2. Launceston
3. South Esk
4. North Esk
5. Norfolk Plains
6. Western River
7. Lake River
8. Bathurst
9. Lennox
10. Richmond
11. Methven
12. Amherst
13. Staffa
14. Bath
15. Murray
16. Sorell
17. Green Ponds
18. Ormaig
19. Harrington
20. Gloucester
21. Caledon
22. Ulva
23. Jarvis
24. Strangford
25. Macquarie
26. New Norfolk
27. Melville
28. Drummond
29. Queenboro
30. Sussex
31. Clarence Plains
32. Cambridge
33. Forbes
34. Glenorchy
35. Argyle
36. Kingboro